# Петубастис I
Петубастис I (Педубаст Усермаатра)— номарх 19-го нома (септа) Нижнего Египта с центром в Танисе, в 817 году до н. э. (правление фараона-Бубастида Такелота II или Шешонка III) провозгласивший себя основателем новой, XXIII династии египетских фараонов. Таким образом, он основал династию, правившую параллельно с XXII (Ливийской) династией. Правил в 817—793 годах до н. э. или 817—763 годах до н. э.
Так как в состав имени Петубастиса I входит имя богини-кошки Баст, почитавшейся в Бубастисе, считается, что он, подобно своему современнику Шешонку III, также происходил из этого города.
Провозгласив свою независимость, Петубастис I повёл решительную борьбу с конкурирующей династией. В частности, он завоевал Фивы, которые удерживал, по крайней мере, до 794 года до н. э. Однако около 803 года до н. э. Петубастис был вынужден признать равенство с правителем восточной части Дельты Нила Иупутом. Тем не менее, Петубастису удавалось сохранять относительно низкую раздробленность страны (особенно в сравнении с последовавшим затем периодом Додекархии), которая была потеряна при его наследниках.